# Giải vô địch bóng đá nữ châu Âu 1969
Giải vô địch bóng đá nữ châu Âu 1969 là giải bóng đá nữ dành cho các đội tuyển quốc gia châu Âu. Giải diễn ra tại Ý từ 1 tới 2 tháng 11 năm 1969.
Giải có sự góp mặt của bốn đội. Giải đấu được coi là tiền thân của Giải vô địch bóng đá nữ châu Âu và không được coi là giải vô địch châu Âu chính thức do không có sự đỡ đầu của Liên đoàn bóng đá châu Âu. Ý giành chức vô địch sau khi chiến thắng Đan Mạch 3–1 ở trận chung kết.

## Kết quả
|  | Bán kết             | Bán kết  |                     |   | Chung kết | Chung kết |
|  |                     |          |                     |   |           |           |
|  | 1 tháng 11 – Novara |          |                     |   |           |           |
|  |                     |          |                     |   |           |           |
|  | Ý                   | 1        |                     |   |           |           |
|  | Ý                   | 1        | 2 tháng 11 – Torino |   |           |           |
|  | Pháp                | 0        |                     |   |           |           |
|  | Pháp                | 0        | Ý                   | 3 |           |           |
|  | 1 tháng 11 – Aosta  |          | Ý                   | 3 |           |           |
|  |                     | Đan Mạch | 1                   |   |           |           |
|  | Đan Mạch            | Đan Mạch | 1                   | 4 |           |           |
|  | Đan Mạch            |          |                     | 4 |           |           |
|  | Anh                 | 3        |                     |   |           |           |
|  | Anh                 | 3        | Tranh hạng ba       |   |           |           |
|  |                     |          |                     |   |           |           |
|  | 2 tháng 11 – Torino |          |                     |   |           |           |
|  |                     |          |                     |   |           |           |
|  | Anh                 | 2        |                     |   |           |           |
|  | Anh                 | 2        |                     |   |           |           |
|  | Pháp                | 0        |                     |   |           |           |

### Bán kết
| Ý              | 1–0     | Pháp |
| -------------- | ------- | ---- |
| Giubertoni 27' | Báo cáo |      |

| Đan Mạch                                                | 4–3     | Anh                |
| ------------------------------------------------------- | ------- | ------------------ |
| Irene Christensen 13', 44' · Sarcikova 15' · Hansen 28' | Báo cáo | Lopez 8', 53', 61' |

### Tranh hạng ba
| Anh                     | 2–0     | Pháp |
| ----------------------- | ------- | ---- |
| Tungate 12' · Lopez 46' | Báo cáo |      |

### Chung kết
| Ý                           | 3–1     | Đan Mạch       |
| --------------------------- | ------- | -------------- |
| Ciceri 12', 33' · Medri 30' | Báo cáo | Lone Hansen 8' |